# Callista
Callista es un género con siete especies de orquídeas epífitas o litófitas de hoja perenne distribuidas por las tierras bajas y bosques de montaña del Sudeste de Asia, con sorprendentes racimos de flores de color amarillo brillante, blanco o rosa. Callista se ha separado del género Dendrobium.

## Descripción
Las especies son pequeñas a grandes orquídeas epífitas o litófitas Las plantas cuenta con gruesas y carnosas raíces blancas, y pseudobulbos similares a tallos, erectos o caídos, articulados, de forma cónica fusiforme, ranurados o cuadrados, de color verde o amarillo .
La planta presenta, principalmente a la parte superior del tallo, de una a siete flores de color verde oscuro, coriáceas, lanceoladas a ovales con ápice afilado, con o sin una corto vaina y una larga inflorescencia axilar o terminal, caída, con muchas flores.
Las flores tienen 5 cm de ancho, son de corta duración, fragantes y blancas sorprendentemente, amarillo o rosado, a menudo con un color amarillo o naranja en el labio. Los sépalos y los pétalos laterales son similares. El labio se extiende, casi redondo con una base hueca y estrecha que se conecta a los pies del ginostemo, que está cubierto de papilas como pelos y con un callo transversal. Hay cuatro polinias de color amarillo pálido suave en grupos de dos.

## Distribución y hábitat
Las especies se producen como epifitas, litófitas y rara vez de hábitos terrestres en las ramas de los árboles, en las rocas cubiertas de musgo y troncos, en biotopos que van desde las húmedas y perennes tierras bajas, a los bosques abiertos, mixtos o de montaña, en bosques de coníferas a altitudes de hasta 2500 metros.
Se extienden a través del Sudeste de Asia, principalmente en el Himalaya, Nepal, Tíbet, Bangladés, Assam (India), Hainan (China), Birmania, Tailandia, Laos, Vietnam y Malasia.

## Evolución, filogenia y taxonomía
Callista fue descrito originalmente como género por de Loureiro en 1790, y en 1912 por Schlechter en el género Dendrobium reconocido como la sección Callista.
En 2002 estaba estrechamente relacionada con esta sección y la sección Densiflora por Mark Alwin Clements basado en un nuevo examen de ADN como un género considerado completo[1].
En el género había inicialmente alrededor de 340 especies. De acuerdo con el estudio de Clements, ya solo quedan siete especies cuya situación se mantiene. La especie tipo es Callista amabilis.
Etimología
Callista: nombre genérico que se deriva del griego kallistos (muy buena), refiriéndose a la notable belleza de la inflorescencia de este género.

## Especies
- Callista amabilis Lour. (1790)
- Callista densiflora (Lindl.) Kuntze (1891)
- Callista farmeri (Paxt.) Kuntze (1891)
- Callista griffithiana (Lindl.) Kuntze (1891)
- Callista guibertii (Carriere) M.A.Clem. (2003)
- Callista palpebrae (Lindl.) Kuntze (1891)
- Callista thyrsiflora (Rchb.f.) M.A.Clem. (2003)

## Galería

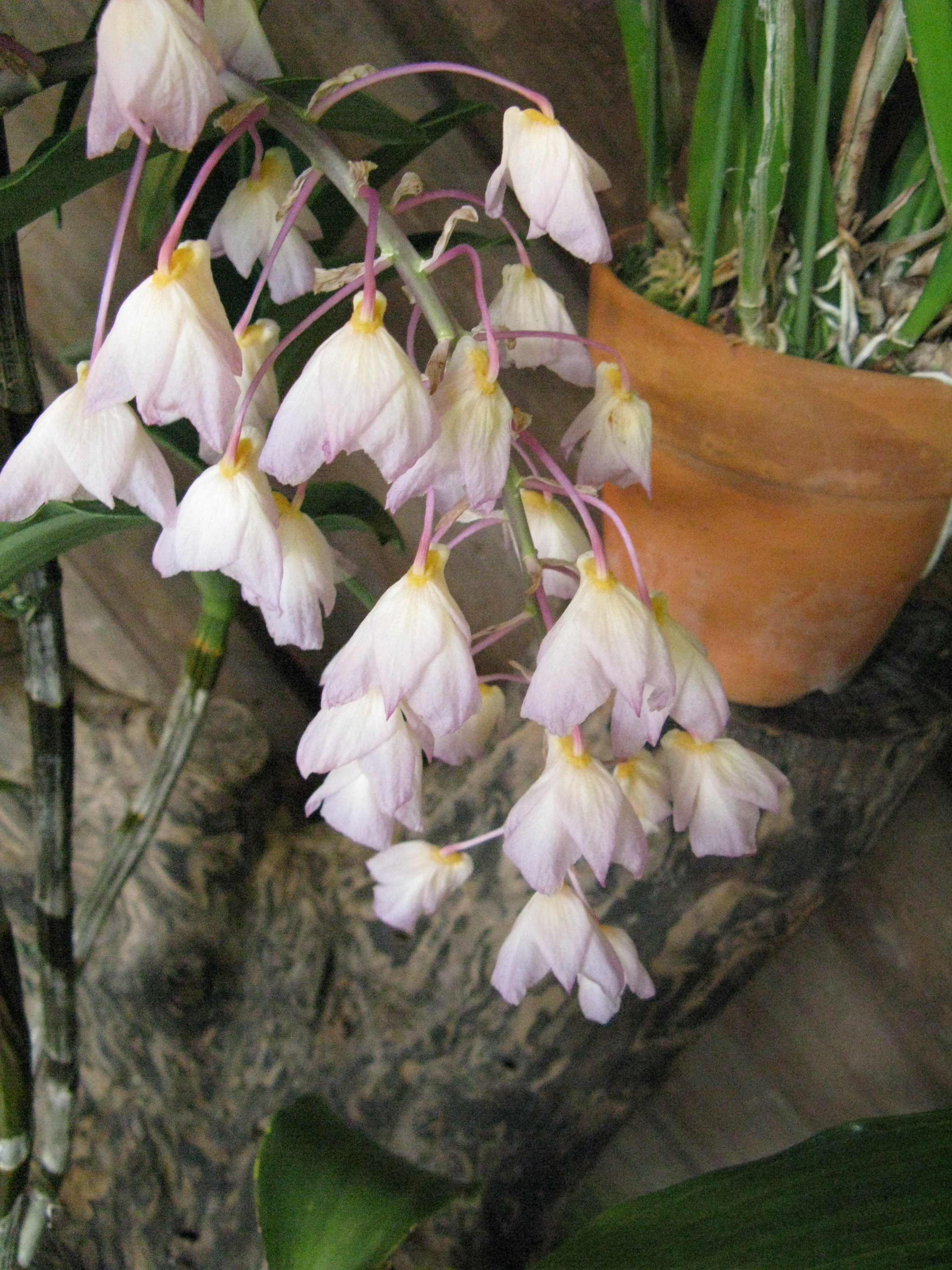
Callista amabilis
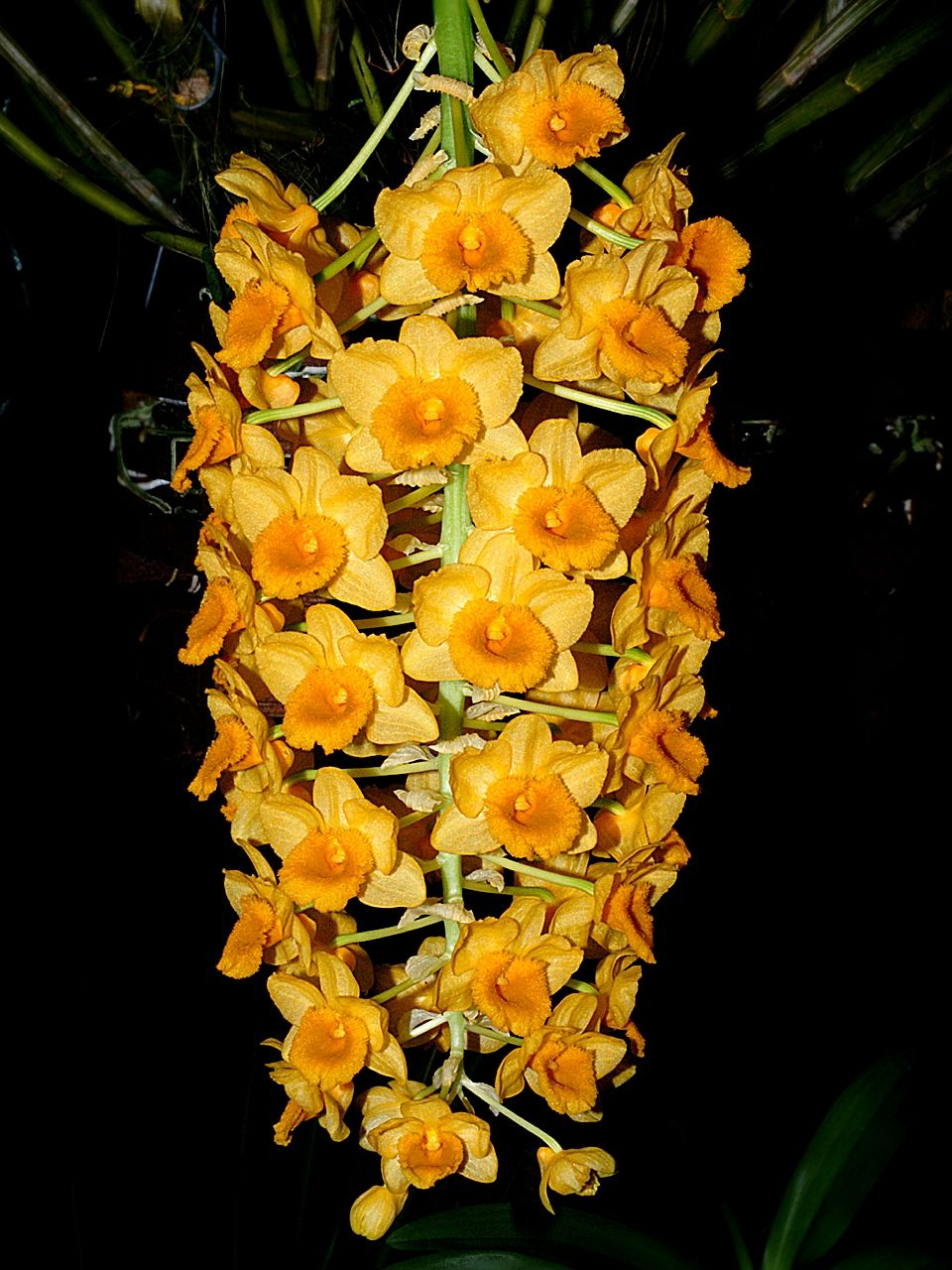
Callista densiflora
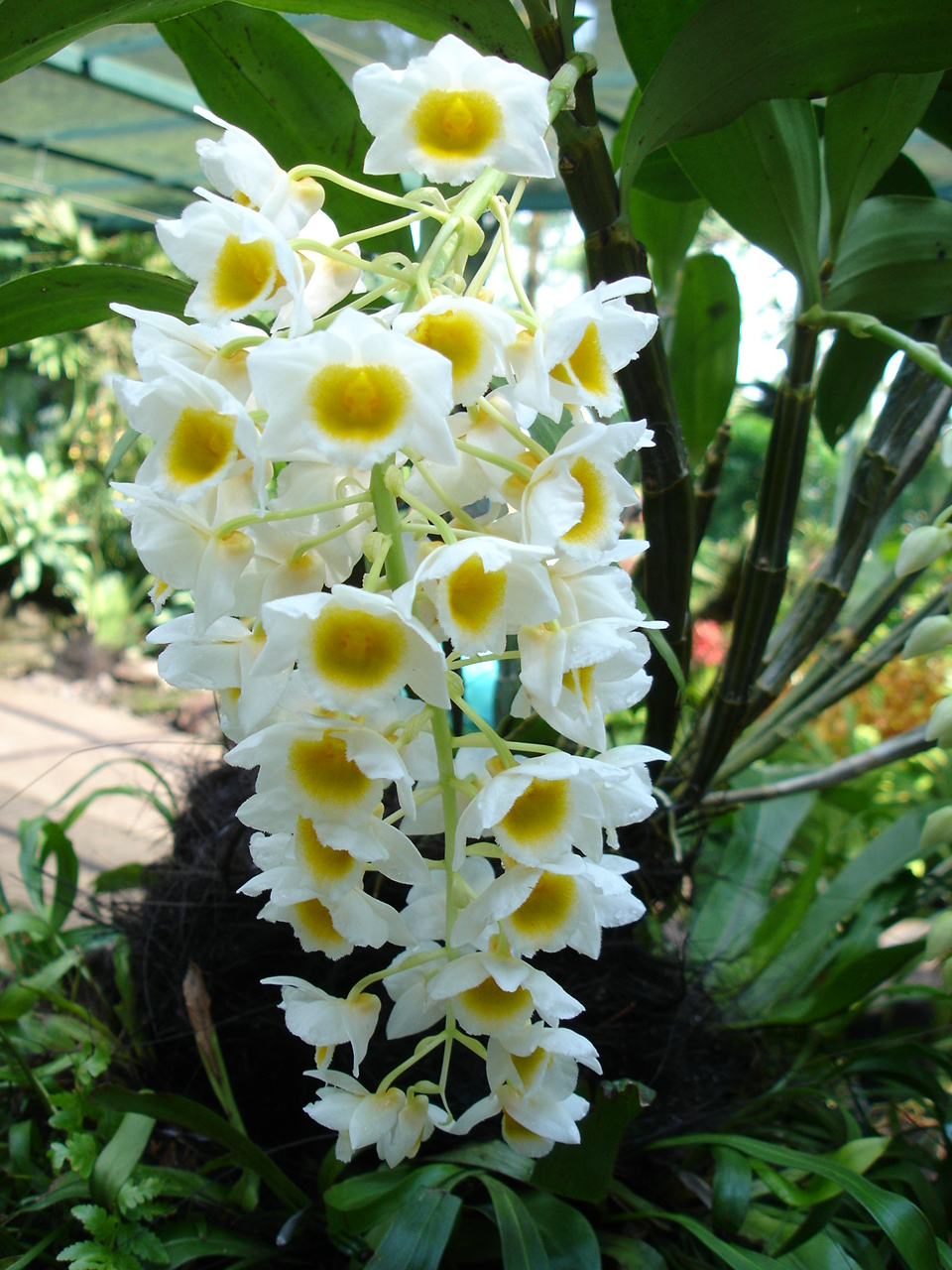
Callista farmeri
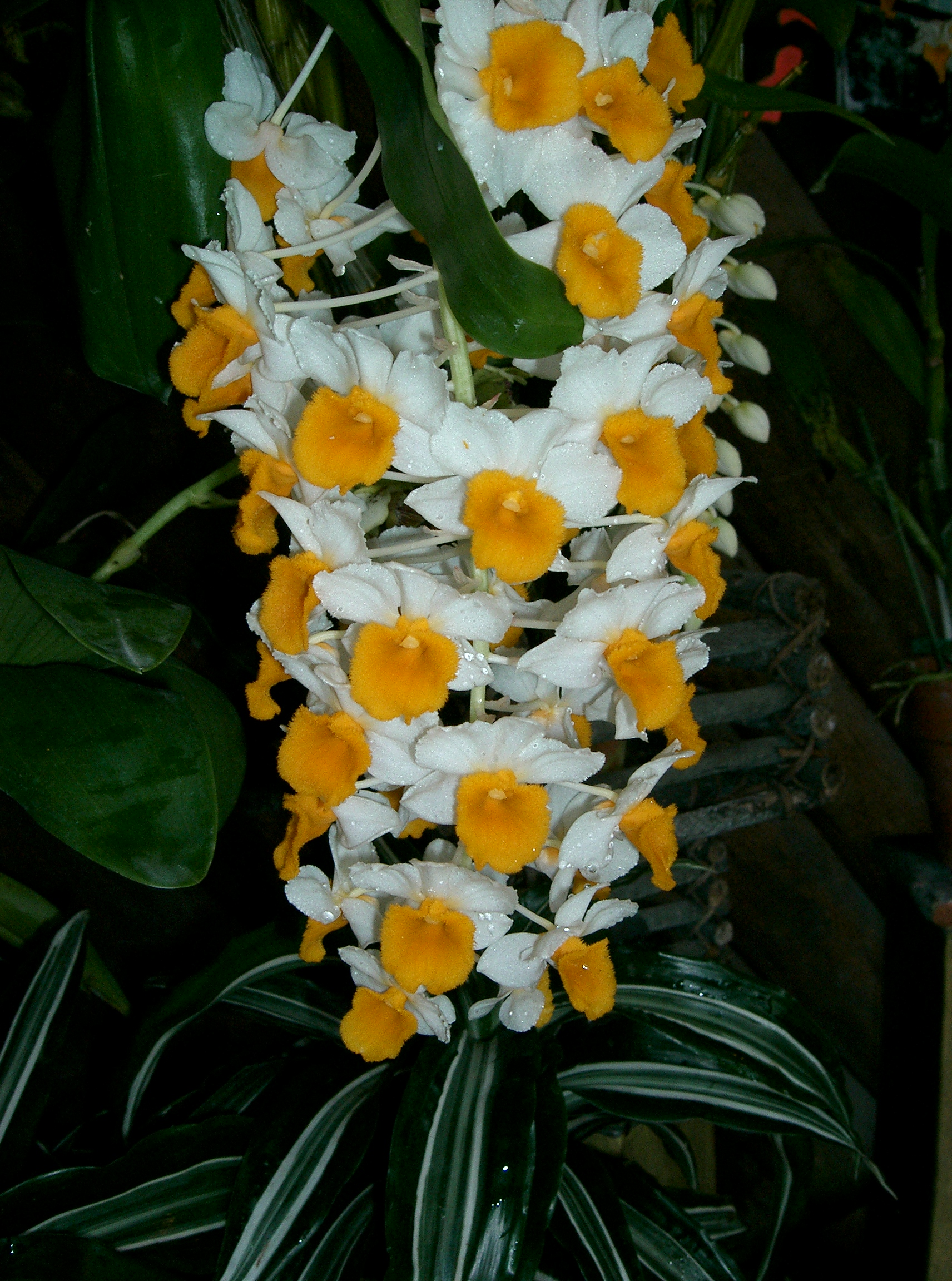
Callista thyrsiflora